# 後期聖徒運動
後期聖徒運動（英語：Latter Day Saint movement）是從19世紀早期由美國東北部開始的復原主義基督新教運動，由小約瑟·斯密發起。復原主義除了後期聖徒運動，還有恢復運動和復臨運動。這些復原主義者不滿基督教的教義，他們認為《聖經·新約》才能體現基督教精神，並試圖將基督教教義按照《聖經·新約》來改造。耶穌基督後期聖徒教會是其中最主要的一支宗派。